# بريتزيمولو
بريتزيمولو هو مسلسل رسوم متحركة إيطالي من ابتكار لورينزو دي بريتو وجوزيبي فيراريو. يعتمد على شخصيات من مدينة الألعاب غاردالاند، وتتولى غاردالاند أيضًا توزيع المسلسل. عُرض البرنامج على قناة إيطاليا 1 من 7 سبتمبر 2002 حتى 1 مارس 2003، وأُعيد عرضه في صيف عام 2005. تم تحريك الحلقة التجريبية بواسطة شركة رامبلفيش للتأثيرات البصرية، بينما تولت شركة رينبو خدمات التحريك للست والعشرين حلقة التالية. أصدرت غاردالاند المسلسل على ستة أقراص فيديو رقمية.
تدور أحداث القصة حول كائن نصف ديناصور نصف كلب يُدعى بريتزيمولو وأصدقائه. يعملون معًا لهزيمة الساحرة الشريرة زيندا التي تريد الاستيلاء على مملكة لومور.

## الشخصيات
الشخصيات مستوحاة من تمائم مدينة الألعاب غاردالاند.
- بريتزيمولو: البطل الرئيسي للمسلسل، يعيش في تانبـو، ويتناول البيتزا بالفراولة ليصبح قويًا وشجاعًا، لكنه خجول جدًا مع أورورا.
- أورورا: أميرة ساحرة من مملكة لومور، لُعنت ونُفيت على يد الساحرة الشريرة زيندا، ومع مساعدة بريتزيمولو ستسعى للعودة إلى وطنها وهزيمتها.
- ماوسلي: قرد أرجواني طائر، صديق بريتزيمولو المفضل، يشاركه جميع مغامراته بروح فكاهية وبعناده المميز.
- تي-جي: نمر متقدم في السن أحيانًا وأخرق أحيانًا أخرى، يتبع بريتزيمولو، لكنه في عدة مواقف يحاول إعاقته لتحقيق مصالحه الخاصة فقط.
- باغوي: بطة صفراء ترافق بريتزيمولو في مغامرته.
- بامبو: باندا عالم ذكي يحاول مساعدة بريتزيمولو من مختبره فائق التكنولوجيا في تانبـو.
- الملك أستور: والد أورورا.
- العمة أوفيليا: عمة أورورا.
- زيندا: الخصم الرئيسي في المسلسل، ساحرة فظيعة وخائنة تريد الاستيلاء على مملكة لومور باستخدام الضباب الأسود. تتنكر في شخصية ماجدا لتعطيل بريتزيمولو وأصدقائه، لكنها تفشل، وفي المعركة الأخيرة تُهزم وتُختَم بظل من عنصر البنتا في أعماق الأرض، لتختفي نهائيًا.
- شادو: خادم زيندا والخصم الثانوي في المسلسل. يتضح أنه هُزم منذ سنوات على يد البنتا وخُتم في أعماق الأرض، ثم أعادت زيندا إحيائه، فأطلقت سراحه من سجنه في الحلقة الأخيرة، ويشتبك مع بريتزيمولو برفقة الساحرة. لكن بفضل أورورا، يستيقظ عنصر البنتا ويهزم كليهما، ومع الضباب الأسود يتم إذابته بواسطة العملاق الذي يختم شادو وزيندا معًا مجددًا في أعماق الأرض، مما يجعلهم يختفون نهائيًا.

## الحلقات
1. التحدي
2. بيتزا الفراولة
3. قدوم أورورا
4. القلادة السحرية
5. الحجر العملاق
6. المتاهة
7. لعبة خطيرة
8. تي-جي، الطباخ الملكي
9. ملك الجان
10. مهام بريتزيمولو
11. مدينة الروبوتات
12. العنصر الثاني
13. العالم المغمور
14. ترتيب الحظ
15. كنز… غير مرئي
16. في عرين القراصنة
17. ماجيلا بلا خوف
18. في أرض النار
19. واحة مورغانا
20. الكرة السحرية
21. عودة أورورا
22. البطولة الكبرى
23. عدو لومور
24. الملك في خطر
25. قلب مكسور
26. قوة البنتا-عنصر

## الإصدارات المنزلية
الإصدار المنزلي
يتكون إصدار الفيديو المنزلي من 6 أقراص فيديو رقمية، يحتوي كل منها على أربعة حلقات:
- التحدي ويحتوي على:
  1. التحدي
  2. بيتزا الفراولة
  3. وصول أورورا
  4. القلادة السحرية
- لعبة خطيرة ويحتوي على:
  1. لعبة خطيرة
  2. تي غي، الطباخ الملكي
  3. ملك الجان
  4. مهام بريتزيمولو
- مدينة الروبوتات ويحتوي على:
  1. مدينة الروبوتات
  2. العنصر الثاني
  3. العالم المغمور
  4. ترتيب الحظ
- كنز… غير مرئي ويحتوي على:
  1. كنز… غير مرئي
  2. في عرين القراصنة
  3. ماجيلا بلا خوف
  4. في أرض النار
- واحة مورغانا ويحتوي على:
  1. واحة مورغانا
  2. الكرة السحرية
  3. عودة أورورا
  4. البطولة الكبرى
- عدو لومور ويحتوي على:
  1. عدو لومور
  2. الملك في خطر
  3. قلب مكسور
  4. قوة العنصر الخماسي